# Kasteel Belvédère
Het Kasteel Belvédère (Frans: Château du Belvédère) is een van de koninklijke residenties in de Belgische plaats Laken, in de hoofdstad Brussel. Het is gelegen aan de Koninklijk Parklaan.
Het 18e-eeuwse kasteeltje is gebouwd in neoklassieke stijl en is gelegen tegenover het Kasteel van Laken. Het werd rond 1787 gebouwd in opdracht van de Brusselse bankier Edouard de Walckiers, aanvankelijk voor zijn schoonvader Augustin de Reul. Het ontwerp, geïnspireerd op de Villa Almerico Capra "La Rotonda" van Palladio, werd toegeschreven aan Louis Montoyer en aan Antoine Payen, maar zou grotendeels het werk zijn van Jean Barré, met een mogelijke tussenkomst van Charles De Wailly. Het is een van de oudste gebouwen van de koninklijke domeinen, nadien nog herhaaldelijk aangepast. De tuin is vermoedelijk een laat ontwerp van Capability Brown.
Koning Leopold II kocht het gebouw in 1867 aan voor 500.000 goudfrank. Het idee was dat zijn zus Charlotte er zou leven na het Mexicaanse fiasco, maar ze verkoos het Paviljoen van Tervuren. Belvédère was deel van het patrimonium dat in 1903 staatseigendom werd via de Koninklijke Schenking.
Prinses Josephine Charlotte (1927) werd in Belvédère geboren, evenals Filip van België (1960).
Het kasteel is de officiële verblijfplaats van koning Albert II en koningin Paola. Zij bewonen deze residentie al sinds hun huwelijk en bleven deze villa betrekken tijdens zijn koningschap. Hun drie kinderen groeiden er op.
Het kasteel maakt deel uit van de Koninklijke Schenking en is niet te bezichtigen.